# David J. Schwartz
David Joseph Schwartz (23 tháng 3 năm 1927 – 6 tháng 12 năm 1987) là nhà văn, giáo sư Đại học Tiểu bang Georgia, được biết đến sau tác phẩm Sự kỳ diệu của tư duy lớn năm 1959.
Ngoài việc giảng dạy, ông còn là chủ tịch của Creative Educational Services, một công ty chuyên tư vấn phát triển kỹ năng lãnh đạo. Ông được xem là một trong những chuyên gia hàng đầu thế giới trong lĩnh vực phát triển tiềm năng con người. Công ty của ông đã cung cấp dịch vụ tư vấn trực tiếp, thuyết trình và hội thảo cho hàng nghìn khách hàng là lãnh đạo của các công ty, tập đoàn tại Mỹ và các quốc gia trên toàn thế giới.